# Rückenwind (Film)
Rückenwind ist ein Film von Jan Krüger aus dem Jahr 2009.

## Handlung
Zu Beginn sitzt Johann allein in einem Flur und erzählt eine Parabel über einen Fuchs und einen Hasen.
In der nachfolgenden Szene unternehmen Johann und Robin, nachdem sie zusammen mit dem Zug angereist waren, eine Radtour durch die brandenburgische Uckermark. In der ersten Zeit übernachten sie im Wald und versuchen mit ihrem wenigen Reisegepäck und nutzlosen Zelt durch die Landschaft zu ziehen. Doch schon nach kurzer Zeit im tiefen Wald verlieren die beiden die Orientierung und damit auch ihre Fahrräder. Nach einem nächtlichen Spiel zwischen den beiden, bei dem Johann von Robin an den Händen gefesselt und zärtlich an der Brust berührt wird, kommt es bei Tageslicht zu offenen Zärtlichkeiten auf einer Autobahnbrücke. Nachdem sie mittlerweile ganz ohne Versorgung sind, überraschen sie ein Paar, das gerade durch den Wald fährt, und verlangen von ihnen augenblicklich etwas zu essen. Diese lehnen empört ab, müssen aber – aufgrund des bedrohlichen Verhaltens von Robin – widerwillig nachgeben und überlassen ihnen ihre belegten Brote.
Bei ihrem Streifzug durch den Wald entdecken Johann und Robin einen Bauernhof, welchen sie zunächst nach Nützlichem durchwühlen. Während Johann seinen Freund Robin zum Spaß einsperrt, überrascht der Jugendliche Henri, ein Bewohner des Hofs, die beiden mit einem Luftgewehr und sperrt sie kurzerhand ein. Grit, die Mutter von Henri und Besitzerin des Hofs, befreit sie aus dem Keller und lädt sie zum Essen und zur Übernachtung ein. Johann und Robin nutzen die Übernachtung, um miteinander zu schlafen. Am nächsten Morgen machen Grit und Robin zum Zeitvertreib Schießübungen auf dem Hof. Indes unterhält sich Johann mit Henri über die Beziehung zu Robin und outet sich Henri gegenüber als homosexuell. Langsam kommen sich die vier Protagonisten näher und verbringen Tag und Nacht zusammen. Mit dem Wagen von Grit fahren sie und ihre Gäste wild durch das Grün der Uckermark. An einem Lagerfeuer erzählt Grit den anderen eine seltsame Geschichte, die sich in den Wäldern in der Umgebung vor Jahrhunderten abgespielt haben soll. Am nächsten Tag weckt Grit die beiden mütterlich und lädt sie zu einer Bootsfahrt mit Henri ein; sie selbst kommt jedoch nicht mit. Henri zeigt den beiden die Vielseitigkeit der Landschaft. Zögerlich zeigen Johann und Robin vor Henri ihre Nähe zueinander. An einem See angekommen, schwimmen, angeln und unterhalten sich die drei. Johann entschließt sich, allein in ein nahes Waldstück zu gehen und ihm unbekannte Beeren zu probieren, dabei beobachtet er heimlich, wie Robert Henri am Oberkörper berührt.
Zurück auf dem Bauernhof unterhalten sie sich mit Grit über ihre homosexuellen Sexualpraktiken, über Familie und über die Vogelbeeren die Johann naiverweise gegessen hatte, ohne zu wissen, dass sie giftig sind. Nach einem kleinen Tanz zwischen Robin und Grit im Beisein von Johann und Henri legt sich Robin ins Bett zu Johann, dem es durch die Einnahme der Beeren sichtlich schlecht geht, und versucht ihm näher zu kommen. Johann jedoch sucht von ihm Abstand. Am nächsten Tag liest Johann für sich in einem Buch, in dem es um die tragische Geschichte eines Freiherrn geht, der im Jahr 1751 einen Suchtrupp aussandte, um seinen verschwundenen Sohn zu finden. Kurz darauf entschließt sich Johann den Hof verlassen zu wollen und in den Wald zurückzugehen. Robin gefällt die Idee nicht sonderlich und unterstellt ihm „komisch“ zu sein. Dennoch folgt er Johann. Sie finden ihr zurückgelassenes Zelt wieder und befestigen es mit Spannseilen an den umliegenden Bäumen. Robin fragt Johann, wie lange es denn noch dauere und sagt ihm, dass es doch nichts bringe. In der Nacht wacht Johann durch merkwürdige Geräusche im Wald auf. Plötzlich wird er angegriffen. Er stürzt nach leichter Abwehr über die Seilkonstruktion des Zelts und bleibt ergeben liegen.
Johann erscheint nun wieder in der Anfangsszene des Films. Er sitzt im Beisein von zwei Ärzten in einem Beobachtungsraum an einem Tisch und führt unbeirrt seine Parabel über den Fuchs und den Hasen zu Ende.

## Kritik
Die Taz schreibt: „Rückenwind ist ein radikal offener Film. Er will und geht ins Freie hinaus und er nimmt sich zugleich die Freiheit, was er auf die eine Weise begonnen hat, auf andere Weise fortzusetzen.“
Das Infoportal Kino.de konstatiert auf seiner Website: „Selten hat ein deutscher Film die [brandenburgische] Landschaft dermaßen malerisch und poetisch eingefangen.“